# Phyllophaga duncani
Phyllophaga duncani är en skalbaggsart som beskrevs av Barrett 1933. Phyllophaga duncani ingår i släktet Phyllophaga och familjen Melolonthidae. Inga underarter finns listade i Catalogue of Life.